# Syngnathiformes
I Syngnathiformes sono un ordine di pesci.

## Sottordini
- Gasterosteoidei
- Syngnathoidei